# Rauf Bey

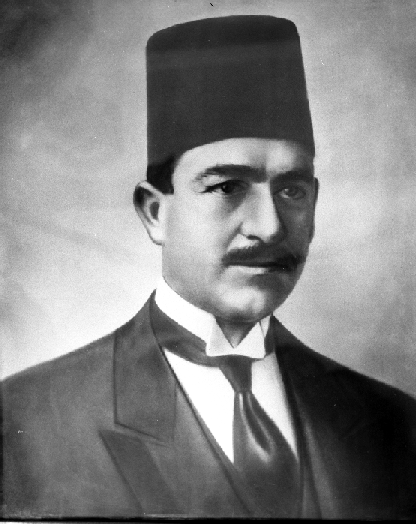
Hüseyin Rauf Orbay

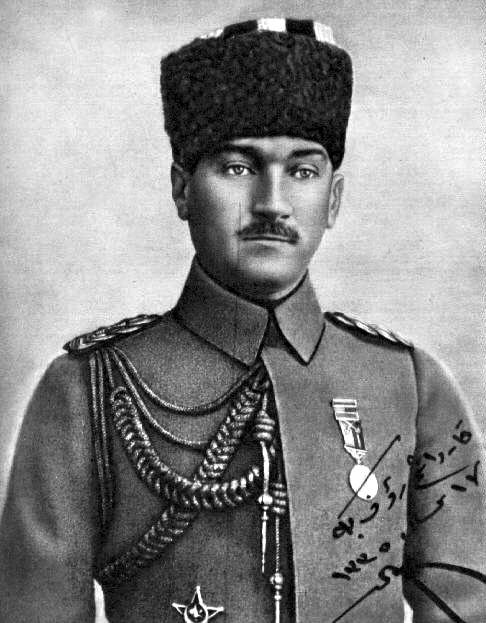
Portret van Mustafa Kemal in 1919

Hüseyin Rauf Orbay (1881 - 1964), de aanduiding 'Bey' is een eretitel, was van Abchazische afkomst en commandant van de Turkse kruiser Hamidiye. In de Eerste Balkanoorlog bracht de kruiser in de Adriatische Zee en in de Egeïsche Zee een aantal Griekse oorlogsschepen tot zinken. Het was in deze oorlog waarin de vijand Constantinopel dreigden te veroveren en alle Turkse gebieden in Europa, op de kust van de Bosporus na, verloren gingen, het enige succes.
De sultan stelde voor Rauf Bey en zijn bemanning de Medaille van de Kruiser Hamidiye, een van de Turkse campagnemedailles ter beschikking.
De kapitein kreeg in de Eerste Wereldoorlog Turkije's hoogste onderscheiding voor dapperheid en verdienste in oorlogstijd; de Gouden Medaille van de Orde van de Eer. Op de foto draagt hij ook de IJzeren Halve Maan.